# Hoàng Mai, Nghệ An
Hoàng Mai là một phường thuộc tỉnh Nghệ An, Việt Nam. Phường được hình thành trên cơ sở sáp nhập phường Quỳnh Thiện, xã Quỳnh Trang và xã Quỳnh Vinh của thị xã Hoàng Mai trong đợt Sáp nhập tỉnh thành Việt Nam 2025.

## Hành chính và tên gọi
Phường Hoàng Mai được thành lập theo Nghị quyết số 1678/NQ-UBTVQH15 của Ủy ban Thường vụ Quốc hội Việt Nam, ban hành ngày 16 tháng 6 năm 2025. Theo đó, sắp xếp toàn bộ diện tích tự nhiên, quy mô dân số của phường Quỳnh Thiện, xã Quỳnh Trang và xã Quỳnh Vinh thuộc thị xã Hoàng Mai trước đây thành một phường mới có tên gọi là phường Hoàng Mai.
Trước đó, theo Đề án sắp xếp đơn vị hành chính cấp xã tỉnh Nghệ An, phường này là phường Hoàng Mai 1.
Sau sắp xếp phường có diện tích tự nhiên: 79,67 km2, quy mô dân số: 44.474 người. Về địa lý, phía Đông giáp phường Tân Mai và phường Quỳnh Mai, phía Nam giáp xã Quỳnh Vân, phía Tây giáp xã Quỳnh Thắng, phía Bắc giáp xã Trường Lâm tỉnh Thanh Hóa.